# VTT aux Jeux olympiques d'été de 2020
Navigation
Rio 2016 Paris 2024
Les épreuves de VTT cross-country des Jeux olympiques d'été de 2020 se déroulent les 26 et 27 juillet 2021 sur le parcours MTB dans la ville d’Izu, dans la préfecture de Shizuoka.
L'épreuve est disputée à 150 km au sud de Tokyo sur un circuit d'une longueur de 4 100 m avec une élévation allant jusqu’à 150 m ; une compétition test a été organisée sur le site en octobre 2019.

## Calendrier
La course masculine a lieu le 26 juillet 2021 et la course féminine le lendemain.

## Qualifications
Le Japon, en tant que pays organisateur, dispose d'un quota minimum de deux cyclistes.
La première voie de qualification passe par les championnats mondiaux de 2019 (élite et -23 ans) et continentaux (africain, asiatique et panaméricain) : 7 quotas nationaux sont distribués pour chaque catégorie.
Ensuite, le CIO attribue des quotas selon le classement UCI des nations : 
- du rang 1 à 2 : 3 quotas par nation ;
- du rang 3 à 7 : 2 quotas par nation ;
- du rang 8 à 21 : 1 quota par nation.

## Résultats
| Podiums | Or           | Argent            | Bronze          |
| ------- | ------------ | ----------------- | --------------- |
| Hommes  | Tom Pidcock  | Mathias Flückiger | David Valero    |
| Femmes  | Jolanda Neff | Sina Frei         | Linda Indergand |

## Tableau des médailles
| Rang  | Nation          | Or | Argent | Bronze | Total |
| ----- | --------------- | -- | ------ | ------ | ----- |
| 1     | Suisse          | 1  | 2      | 1      | 4     |
| 2     | Grande-Bretagne | 1  | 0      | 0      | 1     |
| 3     | Espagne         | 0  | 0      | 1      | 1     |
| Total | Total           | 2  | 2      | 2      | 6     |